# Джани Родари
Джани Родари (на италиански: Gianni Rodari) е известен италиански писател, автор на детска литература.

## Биография
Джани Родари е роден на 23 октомври 1920 г. в малкия северноиталиански град Оменя. Родителите му са от Ломбардия. Баща му – хлебар по професия умира, когато Джани е само 10-годишен. Джани и двамата му братя Чезаре и Марио израстват в родното село на майка си Варесото. Болно и слабо от детството си, момчето обича музиката (взима уроци по цигулка) и книгите (чете Ницше, Шопенхауер, Ленин и Троцки). След три години обучение в семинарията Родари получава своята учителска диплома и на 17-годишна възраст започва да преподава в местните селски училища.
През 1939 г. за кратко посещава лекции във Филологическия факултет на Миланския университет. По време на Втората световна война е освободен от служба поради влошено здраве. След смъртта на двама близки приятели и затварянето на брат му Чезаре в концентрационен лагер Родари става член на Съпротивата и през 1944 г. се присъединява към Италианската комунистическа партия.
През 1948 г. започва работа като журналист в комунистическия вестник „Унитà“ и започва да пише книги за деца. През 1950 г. Комунистическата партия го назначава за главен редактор на новоучреденото детско седмично списание „Пиониере“ в Рим. През 1951 г. е публикувана първата стихосбирка на Родари „Книжка със смешни стихотворения“, както и „Приключенията на Чиполино“.
През 1953 г. писателят се жени за Мария Тереза Ферети, която след четири години му ражда дъщеря – Паола. През 1957 г. Родари полага изпита за професионален журналист. В периода 1966 – 1969 г. не публикува книги, а само работи по проекти с деца.
През 1970 г. писателят е удостоен с най-престижното отличие за детска литература – наградата „Андерсен“, наричана „малката Нобелова награда“, която му помага да спечели световна известност.
Родари умира от тежко заболяване на 14 април 1980 г. в Рим на 59-годишна възраст.

## Произведения
- Manuale del Pioniere, 1951
- Il libro delle filastrocche, 1951 (първа детска книга)
- Il romanzo di Cipollino, 1951. Препечатано като Le avventure di Cipollino, 1959
Приключенията на Лукчето, изд. „Народна младеж“ (1953)
Приключенията на Лукчо, изд. „Народна младеж“ (1956, 1968, 1972, 1987); изд. „Отечество“ (1979, 1984); изд. „Бизнес&стил“ (1992); изд. „Пан“ (1997, 2000, 2004, 2011, 2013, 2014), включено в Приключенията на Лукчо. Джелсомино в страната на лъжците, изд. „Отечество“ (1979)
- Le carte parlanti, 1952.
- Il treno delle filastrocche, 1952
- Cipollino e le bolle di sapone, 1952 (с псевдонима Джампиколо)
- Il libro dei mesi, 1952
- Le avventure di Scarabocchio, 1954
- Il viaggio della freccia azzurra, 1954
Пътешествията на Синята стрела, изд. „Народна младеж“ (1959); изд. „Колибри“ (2018)
- La gondola fantasma, 1955, 1974
Призрачната гондола, изд. „Сиела“ (2018)
- Parole per giocare, 1979
- Compagni fratelli Cervi, 1955
- Gelsomino nel paese dei bugiardi, 1958
Джелсомино в страната на лъжците, изд. „Хермес“ (1998); изд. „Агата-А“ (2010), включено в Приключенията на Лукчо. Джелсомино в страната на лъжците, изд. „Отечество“ (1979)
- Filastrocche in cielo e in terra, 1960; 1972
Небето е на всички, изд. „Колибри“ (1995)
- Favole al telefono, 1962
Приказки по телефона, изд. „Народна младеж“ (1978, 1981); изд. „БУРЖ“ (1993); изд. „Агата-А“ (1995, 1999, 2004, 2005, 2010)
- Gip nel televisore. Favola in orbita, 1962. Преиздадено с добавени истории като Gip nel televisore e altre storie in orbita, 1967
 Включено в Приказки, изд. „Народна младеж“ (1973) и в Приказки, изд. „Пан“ (2002)
- Il Pianeta degli alberi di Natale, 1962
- Castello di carte, 1963
- Il cantastorie. Storie a piedi e in automobile, 1964
- La Freccia Azzurra, 1964
Синята стрела, изд. „Хермес (2000); изд. „Дамян Яков“ (2010)
- Il libro degli errori, 1964
- La torta in cielo, 1966; филм: La torta in cielo
Торта в небето, изд. „Дамян Яков“ (2008), включено в Приказки, изд. „Народна младеж“ (1973)
- Venti storie più una, 1969
- Le filastrocche del cavallo parlante, 1970
- Tante storie per giocare, 1971
Разни приказки за игра, изд. „Отечество“ (1981), част включена в Приказки, изд. „Пан“ (2002)
- Gli affari del signor gatto, 1972
- Il palazzo di gelato e altre otto favole al telefono, 1972
- Grammatica della fantasia. Introduzione all'arte di inventare storie, 1973
Граматика на фантазията. Увод в изкуството да измисляме истории, изд. „Наука и изкуство“ (1981)
- I viaggi di Giovannino Perdigiorno, 1973
- Novelle fatte a macchina, 1973
Истории писани на машина, изд. „Дамян Яков“ (2010), Приказки на пишещата машина, изд. „Сиела“ (2020).
- La filastrocca di Pinocchio, 1974
- Marionette in libertà, 1974
- C'era due volte il barone Lamberto ovvero I misteri dell'isola di San Giulio, 1978
Живял два пъти един барон Ламберто или тайните на остров Сан Джулио, изд. „Емас“ (2000)
- Il teatro, i ragazzi, la città. La storia di tutte le storie: un'esperienza di incontro tra scuola e teatro, с Емануеле Луцати и Театро аперто '74, 1978.
Историята на всички истории, Театър (1983)
- La gondola fantasma. Gli affari del signor Gatto. I viaggi di Giovannino Perdigiorno, 1978. [публикувано през 1953]
- Bambolik, 1979
- Il gioco dei quattro cantoni, 1980
- I nani di Mantova, 1980
- Piccoli vagabondi. romanzo, 1981
- Esercizi di fantasia, 1981; 2016; Milano, 2020, ISBN 978-88-346-0505-9
- Filastrocche lunghe e corte, 1981
- Il cane di Magonza, 1982, ISBN 88-359-0047-6; 2017, ISBN 978-88-062-0569-0
- Atalanta. Una fanciulla nella Grecia degli dei e degli eroi, 1982. ISBN 88-359-2426-X
Аталанта, изд. „Сиела“ (2021)
- Il libro dei perché, 1984. ISBN 88-359-2762-5.[1]
- Giochi nell'URSS. Appunti di viaggio, 1984
- Le avventure di Tonino l'invisibile, 1985. ISBN 88-359-2897-4
Приключенията на Невидимия Тонино, изд. „Библиотека 48“ (1993)
- Il secondo libro delle filastrocche, 1985. ISBN 88-06-58503-7
- Filastrocche per tutto l'anno, 1986. ISBN 88-359-3017-0
- Gli esami di Arlecchino. Teatro per ragazzi, 1987, ISBN 88-06-59910-0
- Chi sono io? I primi giochi di fantasia, 1987. ISBN 88-359-3062-6
- Fiabe lunghe un sorriso, 1987 ISBN 88-359-3128-2
Приказки колкото усмивка, изд. „Сиела Норма АД“ (2014)
- Io e gli altri. Nuovi giochi di fantasia, 1988. ISBN 88-359-3167-3
- Il giudice a dondolo, 1989, ISBN 88-359-3330-7; 2013, ISBN 978-88-062-0571-3
- Il cavallo saggio. Poesie, epigrafi, esercizi, 1990. ISBN 88-359-3357-9
- La casa volante, 1990. ISBN 88-425-0550-1
- L'aeroplano sconosciuto, 1990. ISBN 88-425-0659-1
- I karpiani e la torre di Pisa, 1990. ISBN 88-425-0745-8
- Prime fiabe e filastrocche (1949 – 1951), 1990. ISBN 88-06-11774-2
- Il ragioniere a dondolo, 1991. ISBN 88-359-3505-9
- L'omino delle nuvole, 1991. ISBN 88-359-3506-7
- Il lupo e il grillo. Filastrocche per giocare, 1991. ISBN 88-359-3507-5
- Il naso della festa e altre storie, 1991. ISBN 88-359-3508-3
- Il gatto parlante e altre storie, 1991. ISBN 88-359-3509-1
- È nato prima l'uovo o la gallina?, 1991. ISBN 88-359-3510-5
- Perché i re sono re?, 1991. ISBN 88-359-3511-3
- Tutto cominciò con un coccodrillo, 1991. ISBN 88-425-0910-8
- Il mondo in un uovo, 1991. ISBN 88-425-1065-3
- Delfina al ballo, 1991, ISBN 978-88-425-1085-7
- Scuola di fantasia, 1992, ISBN 88-359-3532-6; 2014; 2020, ISBN 978-88-346-0507-3
- Numeri sottozero, 1992. ISBN 88-359-3585-7
- Perché l'arcobaleno esce quando piove?, 1992. ISBN 88-359-3587-3
- Il fante di picche e altre storie, 1992. ISBN 88-359-3588-1
- Le storie, 1992. ISBN 88-359-3639-X
- Il robot che voleva dormire, 1992. ISBN 88-425-1064-5
- Il principe gelato, 1992. ISBN 88-425-1322-9
- I cinque libri. Storie fantastiche, favole, filastrocche, 1993, ISBN 978-88-061-3104-3; 1995
- Dieci chili di luna, 1993. ISBN 88-425-1449-7
- Buongiorno alla scuola, 1993. ISBN 88-359-3734-5
- Il calendario parlante, 1993. ISBN 88-359-3799-X.
- L'omino della pioggia, 1993. ISBN 88-359-3800-7
- Fiabe e fantafiabe, 1994. ISBN 88-7926-145-2
- Storie di Marco e Mirko, 1994. ISBN 88-7926-157-6
- Un giocattolo per Natale, 1994. ISBN 88-86121-41-5
Играчка за Коледа, изд. „Сиела“ (2021)
- Il mago di Natale, 1995. ISBN 88-86121-64-4
- Le favolette di Alice, 1995. ISBN 88-7926-158-4
- Zoo di storie e versi, 1995. ISBN 88-7926-171-1
- Versi e storie di parole, 1995. ISBN 88-7926-178-9
- Il teatro delle filastrocche. Laboratorio delle parole e della fantasia, с CD-ROM, 1996. ISBN 88-359-4123-7
- Altre storie, 1996. ISBN 88-7926-218-1
- Agente X.99. Storie e versi dallo spazio, 1996. ISBN 88-7926-223-8
- Fra i banchi, 1997. ISBN 88-7926-232-7
- Il ragioniere-pesce del Cusio, 1998. ISBN 88-8212-143-7
- "Miao! Ciao!" e altre rime di animali, с Николета Коста, 1999. ISBN 88-7927-371-X
- La macchina per fare i compiti e altre storie, 2003. ISBN 88-359-5334-0
- "Promemoria". Raccolta di poesie sulla Pace di Gianni Rodari, 2003
- Le avventure dei 3B, 2004. ISBN 88-359-5549-1
- Alice nelle figure, 2005. ISBN 88-7927-820-7
- Lettere a don Julio Einaudi, Hidalgo Editorial e ad altri queridos amigos. 1952 – 1980, 2005; 2008. ISBN 978-88-06-19149-8
- Passatempi nella giungla, 2010. ISBN 978-88-477-2620-8
- Giacomo di cristallo, с илюстрации на Витали Константинов, 2011. ISBN 978-88-6079-721-6
- Opere, 2 тома, 2020 ISBN 978-88-047-1947-2
Продавач на надежда. Български художник, 1965, 1976, 1984)
Животни без зоопарк, изд. „Агата-А“ (2007)
Любими коледни истории, изд. „Сиела“ (2016)
Играчка за Коледа, изд. „Сиела“ (2021)
Такси за звездите, изд. Dimidium (2021)